# Архипенко-Василенок, Анна
Анна Архипенко-Василенок (бел. Ганна Архіпенка Васілёнак; родилась 16 января 1983 года в Минске) — спортсменка из Беларуси выступающая в современном пятиборье. На летних Олимпийских игры 2008 года на участвовала в соревнованиях среди женщин, где заняла 21 место, а На летних Олимпийских играх 2012 года заняла 32 место. Василиенок также завоевала золотую медаль в командном зачете на чемпионате мира по современному пятиборью 2007 года в Берлине, Германия.

## Медали и достижения
- 1 место в командном зачете на Чемпионате мира по современному пятиборью 2007 года в Берлине, Германия
- 2 место в женской эстафете на Чемпионате мира по современному пятиборью 2004 года в Москве, Россия [5]